# Saunders Rock
Saunders Rock är en kulle i Antarktis. Den ligger i Västantarktis. Inget land gör anspråk på området. Toppen på Saunders Rock är 1 217 meter över havet.
Terrängen runt Saunders Rock är platt åt nordväst, men åt sydost är den kuperad. Trakten är obefolkad. Det finns inga samhällen i närheten.